# Des hommes (2020)
Des hommes (franz. für „Männer“, internationaler englischsprachiger Titel Home Front) ist ein Filmdrama von Lucas Belvaux, das am 2. Juni 2021 in die französischen Kinos kam.

## Handlung
Während des Algerienkriegs werden die 20 Jahre alten jungen Männer Bernard genannt Feu-de-Bois, Rabut und Février von Frankreich mit einem Bataillon nach Algerien geschickt. Dort entdecken sie ein anderes Leben, doch auch das Unaussprechliche, das Unvorstellbare, das Grauen und die Hölle. Als sie zwei Jahre später zurückkehren, können sie mit niemandem darüber reden. 40 Jahre später gerät Bernard beim 60. Geburtstag seiner Schwester Solange mit einem der Gäste aneinander, was das Trauma seiner Vergangenheit ans Licht bringt.

## Produktion

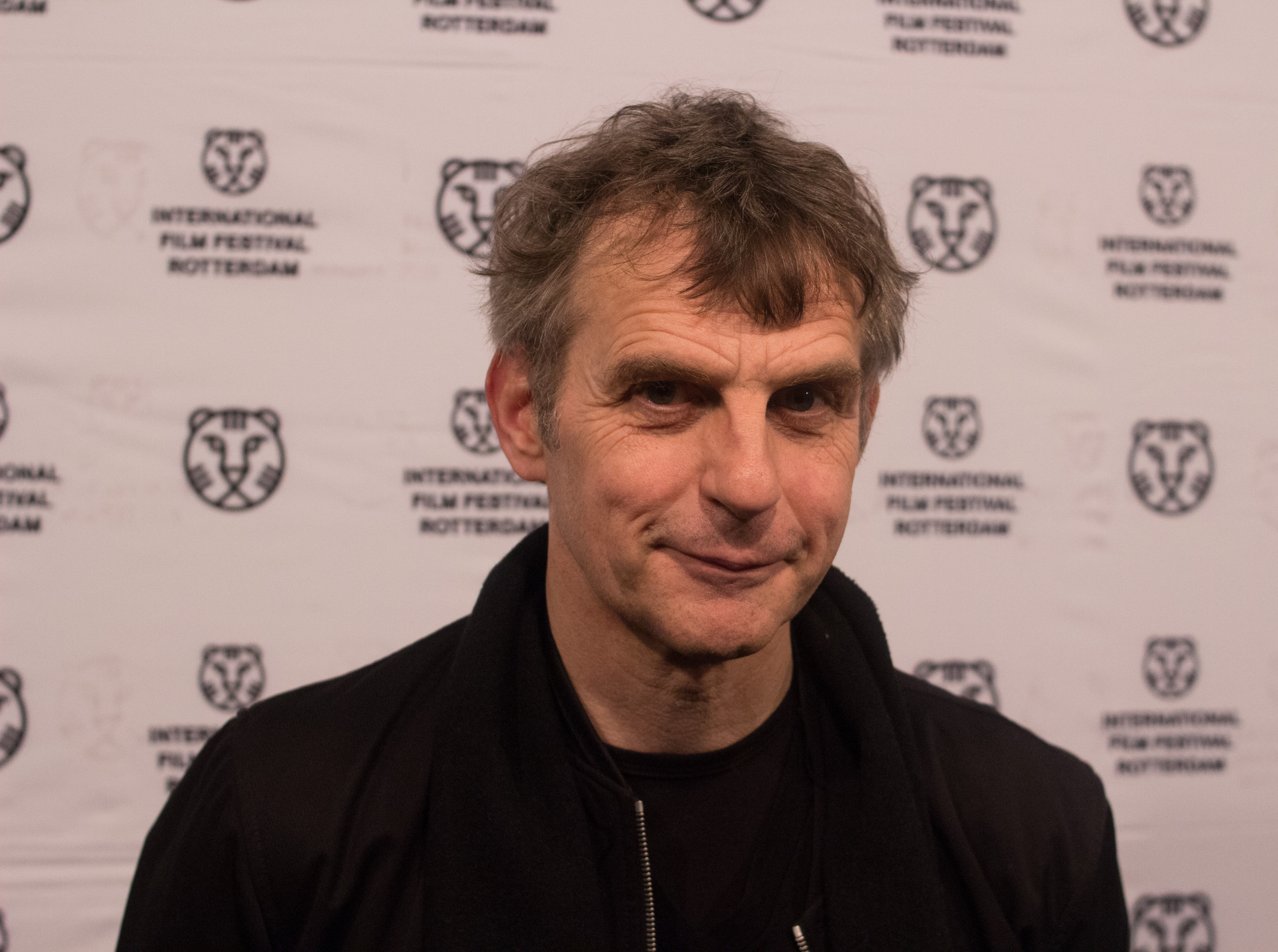
Regisseur Lucas Belvaux

Es handelt sich bei dem Film um eine Adaption des Romans Des hommes von Laurent Mauvignier, der im September 2009 bei Editions de Minuit veröffentlicht wurde.
Regie führte Lucas Belvaux, der auch das Drehbuch schrieb.
Die Dreharbeiten fanden von April bis Juni 2019 in Marokko und in Frankreich statt, so im Morvan-Massiv im Burgund. Aufnahmen entstanden auch in der Mühle von Salloué in Dun-les-Places und im Café Saint-Christophe und dem Rathaus, ebenfalls drehte man in Château-Chinon und in Arleuf. Als Kameramann fungierte Guillaume Deffontaines.
Anfang Juni 2020 wurde bekannt, dass sich Des hommes in der „offiziellen Selektion“, einer Auswahl von 56 Filmen der ursprünglich für Mai 2020 geplanten Filmfestspiele von Cannes befindet, die aufgrund der Coronavirus-Pandemie in ihrer gewohnten Form abgesagt wurden. Die Premiere erfolgte Ende August 2020 im Rahmen eines Previews beim Festival du film francophone d’Angoulême. Am 10. und 11. September 2020 wurde der Film beim Festival des amerikanischen Films in Deauville vorgestellt. Anfang Oktober 2020 wurde er beim Film Festival Cologne gezeigt und beim Festa del Cinema di Roma. Am 6. Januar 2021 sollte er in die französischen Kinos kommen. Der Start wurde bedingt durch die Coronavirus-Pandemie auf 2. Juni 2021 verschoben.

## Kritik
Oliver Armknecht vom Filmportal film-rezensionen.de schreibt in seiner ausführlichen Filmkritik, das Historiendrama nutze zumindest teilweise die Gelegenheit, den Algerienkrieg zu beleuchten. Richtig tief steige der Regisseur und Drehbuchautor Lucas Belvaux jedoch nicht in die Materie ein. Stattdessen reihe er diverse persönliche Erlebnisse der jungen Männer aneinander, die zwar chronologisch aufeinander aufbauten, aber nicht unbedingt eine Entwicklung aufzeigten. Das Drama schaffe es nicht, den Figuren wirklich nahezukommen.